# Microsoft Office Specialist
Microsoft Office Specialist（マイクロソフト オフィス スペシャリスト、略称 MOS）は、マイクロソフトが認定するMicrosoft Officeに関する国際資格である。日本では、オデッセイコミュニケーションズが運営・実施している。かつてはMicrosoft Office User Specialist（略称MOUS）という名称であったが名称が長すぎるなどの理由で2003年11月に改名された。

## 概要
Microsoft Office（以下、Office）の基本操作ならびに応用的な操作を実践的に行う資格。 
国籍や年齢を問わず誰でも挑戦できるMicrosoft Office Specialist資格は、Officeの各バージョン及び各アプリケーションごとに最低限必要な操作方法を出題する一般レベル（旧：スペシャリスト）と、基礎的な内容を踏まえた上でより応用的な操作ができるかどうかを問う上級レベル（旧：エキスパート）の2段階に分かれている（Word・Excel以外は原則一般レベルのみ）。 
公式発表によれば、日本国内における累計受験者数は2022年7月31日現在で4,802,148名。Microsoft Office Masterの日本国内における累計認定者数は2021年12月31日現在で91,284名である。 
Office 2007とWindows Vistaの発売を期に、Microsoft Office Specialistの代わりにMicrosoft Certified Application Specialist（マイクロソフト認定アプリケーションスペシャリスト、略称：MCAS）とMicrosoft Certified Application Professional（略称：MCAP）が新設される（MCAPにおいては2008年12月現在、国内試験の実施予定なし）。MCASは、それまでのMicrosoft Office Specialistと同内容の5科目にOSの操作に関する試験が追加された。また、WordとExcelにあったスペシャリストレベルとエキスパートレベルが統合された。
2010年、MCASと比較してMOSの方が知名度が高いという理由で、MCASはMOSへと統合された。

## Microsoft Office Master資格
また、Office 2000バージョンの試験においては、試験が行われている全てのアプリケーションにおいて合格（WordとExcelは一般と上級の2コースあるが上級だけの合格でよい）すると、Microsoft Office Master（マイクロソフト オフィス マスター、MOS マスター）に認定される。
Office XPバージョン以降(Office 2013バージョン以外、MOS 2013マスターは後述)の試験では、WordとExcel（2段階に分かれている場合はエキスパートレベルの方だけで良い）、及びPowerPointの3科目の合格は必須だが、あとはAccessとOutlookのどちらか1科目の合格でMicrosoft Office Masterに認定されるようになった。
2005年11月以降Microsoft Office Master資格は、Microsoft Office Specialist試験を同一受験IDで受験した場合、受験者の4科目目の合格と同時に自動的に認定される。その場合、改めて認定を申請する必要はない。

## 試験名称の変更
2003年11月1日より、従来のMicrosoft Office User Specialistから「User」を除いた、現行のMicrosoft Office Specialistへと変更となった。両者に試験内容自体の変更はない。
なお名称変更直後は、Microsoft Office Specialistという世界統一表記とされたため、頭文字をとった「MOS」という短縮表記は公式で認められていなかった。

## 試験科目
この試験は各バージョン・アプリケーションごとに実施されるため、随時、試験科目が更新・変更される。

### 現在
2021年1月現在、受験・取得可能な試験は以下の通り。
試験時間は、全て50分間。

#### Office 365 & 2019
| Word 365&2019                | ○ |   |
| Word 365&2019 エキスパート   |   | ● |
| Excel 365&2019               | ○ |   |
| Excel 365&2019 エキスパート  |   | ● |
| PowerPoint 365&2019          | ○ |   |
| Access 365&2019 エキスパート |   | ● |
| Outlook 365&2019             | ○ |   |

○印4科目のうち3科目合格すると「MOS Associate」認定

MOS Associate認定の状態で●印3科目のうち2科目合格すると「MOS Expert」認定

#### Office 2016
| Word 2016               |   |
| Word 2016 エキスパート  | ● |
| Excel 2016              |   |
| Excel 2016 エキスパート | ● |
| PowerPoint 2016         | ● |
| Access 2016             | ○ |
| Outlook 2016            | ○ |

●印3科目及び○印選択1科目（合計4科目）に合格するとMOS 2016 マスター認定

### 過去に提供された試験
2023年3月末時点、提供が終了している試験は以下の通り。ただし、この資格に失効はないため、現在も有効。
なおここでは、2003年11月1日にMicrosoft Office Specialist (MOS)試験として名称変更される前の、Microsoft Office User Specialist (MOUS)試験でのみ提供された試験も含む。

#### Office 2013
(2023年3月31日をもって終了)
| Word 2013                     |   | ■ |   |
| Word 2013 エキスパート Part1  | ▲ |   | ● |
| Word 2013 エキスパート Part2  | ▲ |   | ● |
| Excel 2013                    | ▲ |   |   |
| Excel 2013 エキスパート Part1 |   | ■ | ● |
| Excel 2013 エキスパート Part2 |   | ■ | ● |
| PowerPoint 2013               | △ | □ |   |
| Access 2013                   | △ | □ |   |
| Outlook 2013                  | △ | □ |   |

※Office 2013のみWord 2013 エキスパート及びExcel 2013 エキスパートはPart1、Part2の両科目に合格するとエキスパートレベル認定

▲印3科目及び△印選択1科目（合計4科目）に合格するとMOS 2013 マスター（Wordコース）認定

■印3科目及び□印選択1科目（合計4科目）に合格するとMOS 2013 マスター（Excelコース）認定

●印4科目に合格するとMOS 2013 マスター（エキスパートコース）認定

#### Office 2010
(2020年3月31日をもって終了)
| Word 2010               |   |
| Word 2010 エキスパート  | ● |
| Excel 2010              |   |
| Excel 2010 エキスパート | ● |
| PowerPoint 2010         | ● |
| Access 2010             | ○ |
| Outlook 2010            | ○ |

●印3科目及び○印選択1科目（合計4科目）に合格するとMOS 2010 マスター認定

#### Office 2007
(2016年3月31日をもって終了)
- Word 2007
- Word 2007 エキスパート
- Excel 2007
- Excel 2007 エキスパート
- PowerPoint 2007
- Access 2007
- Outlook 2007

(2013年12月29日をもって終了）
- Windows Vista

#### Office 2003
（2013年12月29日をもって終了）
- Word 2003
- Word 2003 Expert
- Excel 2003
- Excel 2003 Expert
- PowerPoint 2003
- Access 2003
- Outlook 2003

#### Office XP
（2011年7月31日をもって終了）
- Word 2002
- Word 2002 Expert
- Excel 2002
- Excel 2002 Expert
- PowerPoint 2002
- Access 2002
- Outlook 2002

Microsoft Office User Specialist (MOUS) 試験では、「一般」/「上級」/「総合」にレベルが分別されていた。現在でいうExpertレベルが「上級」、PowerPointのみ「総合」、その他は「一般」となっていた。

#### Office 2000
（2006年6月30日をもって終了）
- Word 2000 一般
- Word 2000 上級
- Excel 2000 一般
- Excel 2000 上級
- PowerPoint 2000 一般
- Access 2000 一般
- Outlook 2000 一般

XPトラックと違いPowerPointのレベルは「一般」だった。

#### Office 97
- Word 97 一般
- Word 97 上級
- Excel 97 一般
- Excel 97 上級
- PowerPoint 97 上級

## 受験会場
基本的には決められた日時に全国一斉で試験が行われるが、一部のパソコンスクールや専修学校では随時試験が開催される。他の試験と異なり任意の時間に利用できる為、いつでも受験できるメリットがある。

## 合格者の特典
- 一部の高等学校、大学（短期大学を含む）、専門学校などの教育機関ではMOSの各科目の合格者を、入学試験での優遇措置や、入学後の単位認定の対象としているところもある。
- 工業高等学校のジュニアマイスター顕彰制度において、MOSの各科目の合格者は加点の対象となっている。上級レベルの合格者には4ポイントが、一般レベルの合格者には2ポイントがそれぞれ付与される。
- 一部の企業では一般事務職などへの就職・転職の際にMOSの各科目の合格者を優遇措置の対象とする場合もある。

### 他の資格試験との関係
MOSの各科目の合格者は、他のオデッセイ コミュニケーションズの認定試験の受験料の割引制度や、科目免除制度を利用できる場合がある。

ただしVBAエキスパートの受験料割引の場合は、MOS2013エキスパートの単科目合格（Part1またはPart2のどちらかのみ合格）は対象外である。
- VBAエキスパートの受験料の割引
- ビジネス統計スペシャリストの受験料の割引
- Word、Excel、PowerPointの3科目に合格している者は、IC3試験のキーアプリケーションズ科目が免除される。

## Microsoft Official Trainer(MOT)
Microsoft Office Specialist資格の他に、Microsoft Officeを使用する人のトレーナーとしての資格を証明するためのMicrosoft公認資格として、Microsoft Official Trainer (MOT) がある。MOTに関してはMicrosoft Windowsの項を参照。また、Microsoft Office Specialist各試験内の全セクションにおいて、50%以上の正解率を挙げて合格する事を特別に「MOTレベルで合格」と言う。これはMOT2002、MOT2003に認定されるための条件として、当該Microsoft Office Specialist試験の全セクションにおいて50％以上の正解率を求めている事による。
2010年5月現在、MOTはMicrosoft Certified Trainer (MCT) へ統合されることになり、また新たにMOT2007となるための申請期限が過ぎたため、早急にMCTへの移行が望まれる。